# Józef Epifani Minasowicz

Przyjaciel – herb Minasowiczów

Józef Epifani Minasowicz (Minasiewicz) herbu Przyjaciel, ps. i krypt.: Author Speciminis Musae Latinae; Brykacy Staruszkiewicz wojski derpski; Eudox Prawdzicki; Filon Achacy Patriałowski; Gaudenty Radoszycki; I. E. M.; I. E. M. K. K. K.; I. E. M. K. K. S. I. K. M.; J. E. M.; J. E. M. C. C. K.; J. E. M. K. K.; J. E. M. K. K. K.; J. K. Mci Sekr.; J. E. M. K. K. J. K. M. S.; Muzofil wierszpolski; M. T. A.; Patriałowski; Radosz Ochotnicki cześnik parnawski; Rzetelnicki; X. I. M.; X. Tomasz Czytelnicki proboszcz utopiński (ur. 7 kwietnia 1718 w Warszawie, zm. 15 października 1796 tamże) – polski wydawca, poeta, tłumacz, publicysta i redaktor.

## Życiorys
Urodził się 7 kwietnia 1718, jako syn Mikołaja, sekretarza Augusta II, bogatego kupca i obywatela Warszawy, pochodzącego z ormiańskiej rodziny szlacheckiej, i Anny. Pierwsze nauki pobierał w warszawskich szkołach prowadzonych przez jezuitów. W roku 1737 wstąpił na wydział prawa Akademii Krakowskiej, który ukończył jako doktor obojga praw. Po zakończeniu studiów, przeniósł się na pewien czas do Lwowa, gdzie mieszkali jego krewni. Z rąk Augusta III otrzymał godność (tytularną) sekretarza królewskiego. Bliski współpracownik Józefa Andrzeja Załuskiego, jezuitów warszawskich i Adama Kazimierza Czartoryskiego. Dzięki protekcji Załuskiego (biskup kijowski), został – nie posiadając święceń kapłańskich(!) – kanonikiem katedry kijowskiej. Wspierał prace kulturalne Załuskiego: imprezy literackie „Academiae Marianae”, przedsięwzięcia edytorskie, a w międzyczasie porządkował też zbiory biblioteczne Załuskiego. Posiadał także własny, dość pokaźny, zbiór książek i rękopisów. W roku 1774, po śmierci Załuskiego, uczyniono go wykonawcą testamentu zmarłego. Po bankructwie majątkowym rodziców i utracie wsparcia ze strony Załuskiego, Minasowicz popadł w niedostatek i biedę. Zimą roku 1777 (rok po śmierci brata stryjecznego Ignacego Piotra, kanonika gremialnego warszawskiego), bezskutecznie ubiegał się u Stanisława Augusta o wakat na kanonii opuszczonej. U schyłku swego życia (prawdopodobnie po II rozbiorze Polski), gdy odłączono od Polski katedrę żytomierską, utracił swój skromny dochód (jako kanonik kijowski) i popadł w skrajny niedostatek. Wówczas zaopiekował się nim I. Krasicki, wyznaczając mu skromną pensję na utrzymanie.
Powtarzana kilkakrotnie (przez różnych biografów) informacja o paroletniej przynależności do zakonu jezuitów, nie znajduje potwierdzenia w XVIII-wiecznych źródłach jezuickich.
Zmarł w Warszawie, w wieku 78 lat (15 października 1796). Jego zwłoki spoczęły w podziemiach Kościoła Św. Krzyża w Warszawie.

## Twórczość
Wydawca wierszy współczesnych. Czołowy poeta czasów saskich, autor Zbioru rytmów polskich (1756) i Zbioru mniejszego poezji polskich... (1782). Pisywał tragedie, utwory historyczne, refleksyjne, religijne, satyryczne, w tym fraszki,. Przekładał poetów rzymskich (np. Horacego) i nowołacińskich. Od początku istnienia Monitora (1765), należał do jego bliskich współpracowników – był autorem, korektorem i cenzorem. Przez pewien czas (1769–1773 i 1778–1781) pełnił funkcję redaktora czasopisma. W latach 1765–1770 był aktywnym członkiem Towarzystwa Literatów w Polszcze Ustanowionego. Był także korektorem i stylistą „Nowych Wiadomości Ekonomicznych i Uczonych” wydawanych przez W. Mitzlera de Kolof. W latach 1771–1773 był bliskim współpracownikiem czasopisma „Zabawy Przyjemne i Pożyteczne”. Pozostawił w rękopisie historię Ormian.

### Ważniejsze dzieła
1. Tron ojczysty, albo życia książąt i królów polskich z dziejopisów ojczystych krótko zebrane, rytmem domowym przez J. E. M. określone, 1752, wyd. zobacz poz. 2, t. 1, cz. 2 (s. 3–60)
2. Zbiór rytmów polskich t. 1 (cz. 1-2)[3], t. 2 (cz. 3-4)[4], Warszawa 1755–1756, „Zebranie Rytmów przez Wierszopisów Żyjących lub Naszego Wieku Zeszłych Pisanych” t. 4-5; zawartość t. 1, cz. 1: Wiersz dedykowany J. W. Mniszchowi; Przemowa do łaskawego czytelnika; Przekłady poz. 3-4, 6-7, 9-10 – t. 1, cz. 2: poz. 1; Siedm cudów świata sarmackiego siedm najjaśniejsze królowe polskie z arcyksiążęcego rakuskiego domu, ojczystą mową ogłoszone; Przekłady poz. 2, 11-14; J. Secundus: Orfeusz, sielanka – t. 2, cz. 3: dedykowane J. A. Załuskiemu; Zbiór krótki życia ś. Józefa hymnopisa, rymopisów patrona; Sapho słowiańska (hymny i ody, m.in.: Hymn o błogosławionym Janie Kantym, Hymn o błogosławionym Ładysławie z Gielniowa, Sława profesorskich imion); Gazety parnaskie (wiersze okolicznościowe); Suplement do Gazet parnaskich; poz. 3; Przekłady poz. 13, 15-24; drobne przekłady, m.in.: Apologia franc-masonów (z franc.), wiersze C. de Rue, P. M. Vergiliusa, C. Claudiana, Biona, J. Scopona, M. K. Sarbiewskiego, F. Malavala, Homera, J. Addisona, F. Fénelona – t. 2, cz. 4: Przekłady poz. 1, 25-28; poz. 4-6; Sto i oko fraszek; drobne przekłady
3. Historia o Walterze, hrabi z Tyńca, i Alegundzie, żonie jego, wybrana z kroniki starej łacińskiej Boguchwała II Różyca biskupa poznańskiego, dziejopisa polskiego, wyd. zobacz poz. 2, t. 2, cz. 3 (s. 261–269); wyd. następne: Walgierz hrabia z Tyńca, „Monitor” 1778, nr 68-69 i odb. Warszawa 1778
4. Przysłowia niektóre mów potocznych, z aforyzmów moralnych i politycznych Andrzeja Maksymiliana Fredry wybrane, z prozy na wiersz przełożone, wyd. zobacz poz. 2, t. 2, cz. 4 (s. 204–213)
5. Przypowieści niektóre obyczajowe z Oekonomiki politycznej Jakuba Haura wyjęte (z prozy na wiersz przełożone, także z Etyki polskiej), wyd. zobacz poz. 2, t. 2, cz. 4 (s. 214–224); wyd. następne: „Monitor” 1777, nr 7, s. 53–55 (wybór)
6. Parodia Carminis macaronici Jana Kochanowskiego de eligendo vitae genere, wyd. zobacz poz. 2, t. 2, cz. 4 (s. 273–280); wyd. następne: zobacz poz. 11; przedr. M. Pełczyński: Studia macaronica. Stanisław Orzelski na tle poezji makaronicznej w Polsce, Poznań 1960, „Poznańskie Towarzystwo Przyjaciół Nauk. Prace Komisji Filologicznej” t. 20, zeszyt 1 (aneks)
7. Mantissa brevis carminum miscellaneorum, Warszawa 1756[5] (od s. 47: Przydatek rytmów polskich obcego pióra)
8. Tetrasticha vitas singulorum archiepiscoporum Leopoliensium inclytae nationis Armenae in Polonia brevi carmine designatia... (Warszawa) 1762; wyd. następne: zobacz poz. 11
9. Próba pióra kaznodziejskiego we dwóch kazaniach w seminarium warszawskim Ś. Krzyża przez... mianych, Warszawa 1765 (z wierszem dedykowanym do I. P. Minasowicza)
10. Oda na imieniny... Józefa Andrzeja... Załuskiego... wierszem ojczystym przez... wynucona. R. P. 1767 dnia 19 marca, brak miejsca wydania (1767)
11. Carminum variorum manipulus (Warszawa) 1771 (tu m.in.: poz. 6, 8), dedykowane A. M. Duriniemu
12. Carmen decastichon in laudem Simonidis, wyd. w: S. Szymonowic: Poetarum elegiographorum... nobili iuventuti Polonae propositi in exemplum, Warszawa 1771
13. Uwagi o przyczynie namiętności ludzkiej, o samych tudzież namiętnościach, „Monitor” 1771, nr 86-89, 91-94, 98-102
14. Illustrissimo... Angelo Mariae Durini... Hancce epigrammatum trigam..., Warszawa 1772 (po 7 września)
15. Ad bibliothecam Varsaviensem reduce suo conditore (Warszawa 1773)
16. Na przygody znaczniejsze w areszcie kałuskim J. W. Pasterza trzody kijowskiej i jego towarzyszów. Z przydatkiem krótkim okoliczności powrotu. Wiersz od ręki J. E. M. K. K. K., wyd. w: J. A. Załuski: Przypadki niektóre... które mu się w niewoli moskiewskiej połszostoletniej trafiły r. 1767-1773, wierszem od niego podróżnym w Regnowie opisane, brak miejsca wydania 1773 (druk zawiera ponadto w Przydatku kilka drobniejszych wierszyków Minasowicza)
17. Załuszczyny, albo zbiór rymów ojczystych wielkiemu imieniowi... Józefa Andrzeja... Załuskiego... przypisanych, Warszawa 1773[6]
18. Wiersz muzofila wierszpolskiego o poetach żyjących, brak miejsca wydania (około roku 1775)
19. Myśli moralne o przymiotach niewiasty zamężnej. Dla wzoru i pożytku płci białej, tak w zamęściu żyjącej, jako też do niego zabierającej się, krótko zebrane, „Monitor” 1776, nr 87-89 i odb.; wyd. następne Warszawa 1795
20. In aedes augustas... Antonii Ostrowski... Varsaviae vico Senatorio sumptu eiusdem Principis Regali erectas anno 1779. Heptas epigrammatum Latinorum totidemque Polonicorum J. E. M. C. C. K. utrosque modulos cavente. Na pałac wspaniały J. O. Książęcia Prymasa w Warszawie... Wiersz ojczysty, brak miejsca wydania (1779); wyd. następne zobacz poz. 21 (s. 8–9, 231-232); tekst łaciński i polski
21. Zbiór mniejszy poezji polskich drobniejszych, albo suplement do Zbioru większego rytmów jego ojczystych, wydanego w II tomach, a w IV częściach w Warszawie R. P. 1755-1756. Przydane są na końcu łacińskie tegoż autora poezje, Warszawa 1782[7]; zawartość: dedykacja dla A. K. Czartoryskiego; Przedmowa do czytelnika; wiersze różne i epigramaty; Hexasticha; Tetrasticha; Disticha; z łacińskiego (drobne przekłady, m.in.: Vergiliusa, Horatiusa, Catullusa, Ovidiusa, Propertiusa, Petroniusa, Persiusa, Senenki, Ausoniusa, Claudiana, Fantyszka, Jana Kochanowskiego, Sarbiewskiego, Inesa i Owena); z greckiego (drobne przekłady); Disticha łacińsko-polskie porządkiem abiecadłowym; Przekłady poz. 45, 48, 63-64; z francuskiego (drobne przekłady, m.in. z: G. de Scudéry, Voltaire, W. Congreve); Sylloge brevis carminum sive auctarium Manipuli carminum variorum eodem auctore. Varsaviae... A. 1771 editorum; Zbiór pism, częścią własnych, częścią obcych, różnymi czasy przez autora wydanych, porządkiem lat ułożony (spis)
22. Gnesnensium archipraesul divinissimus Regnique Poloniae princeps patronus. Per praecipua actorum vitae suae capita brevibus matris sive epigrammatis descripta, Warszawa 1784[8]
23. D. Hiacinthus, Cracoviensis primum canonicus, ordinis dein praedicatorum confessor, Regni Poloniae tutelaris, dioecesis porro Kijoviensis tutor peculiaris et patronus..., Warszawa 1786 (na końcu dodany przekł. epigramatu A. M. Duriniego)
24. Specimen Musae Latinae vatis Poloni (Warszawa) 1792[9]
25. In primum lapidem templi aeterni numinis servatrici Regnorum Providentiae a Rege regnique ordinibus ex voto sacrati pro fundamentis positum anno reparatae salutis 1792 die 3 Maii in fastis memorabili, brak miejsca wydania (1792)[10]
26. Memorabilia de gente regno regibusque Armeniae... (Historia Ormian), autograf znajdował się w Ossolineum we Lwowie, sygn. 625.

Liczne drobne utwory Minasowicza ogłaszano ponadto w czasopismach: „Monitor” (1765, 1768–1771, 1773–1782, 1784); „Zabawy Przyjemne i Pożyteczne” (1771–1773); oraz w książkach: F. Bohomolec: Zabawki poetyckie niektórych kawalerów..., Warszawa 1758; E. Drużbacka: Zbiór rytmów duchownych, panegirycznych, moralnych i światowych, Warszawa 1752, „Zebranie Rytmów przez Wierszopisów Żyjących lub Naszego Wieku Zeszłych Pisanych” t. 1 (s. 249); F. A. Muratowicz: Próżnowanie niepróżnujące, Warszawa 1759 (s. 70); F. A. Pomey: Pantheum mithicum, albo bajeczna bogów historia... Z łacińskiego na polski język przez ks. P. Wojnę tłumaczona, Warszawa 1768 (tu teksty wierszowane tłumaczył Minasowicz); M. K. Sarbiewski: Opera posthuma, Warszawa 1769; Sielanki polskie z różnych autorów zebrane, Warszawa 1770, wyd. 2 Warszawa 1778; J. A. Załuski: Vota onomastica Regi Poloniarum Stanislao Augusto nuncupata 8 Maii 1766, brak miejsca wydania (1766); J. A. Załuski: Zebranie rytmów, Warszawa 1754, „Zebranie Rytmów przez Wierszopisów Żyjących lub Naszego Wieku Zeszłych Pisanych” t. 2 (s. 349, 390-393); t. 3 (s. 492–494, Additament iuvenalium s. 71–72, 76-77, 82-84).
Kilka wierszy Minasowicza przedrukowały antologie i zbiory, m.in.: J. Tuwim: Cztery wieki fraszki polskiej, Warszawa 1937; wyd. 2 Warszawa 1957; J. Kott: Poezja wieku Oświecenia. Antologia, Warszawa 1954; wyd. 2 Warszawa 1956; J. W. Gomulicki, „Nowe Książi” 1957, nr 18; 1958, nr 4; 1959, nr 13, 17, 22; Z. Florczak, L. Pszczołowska: Ludzie Oświecenia o języku i stylu t. 2, Warszawa 1958.

### Przekłady
1. Phaedrus: Phaedrus, Augusta cesarza wyzwoleniec, w polski strój przybrany. (Ks. 1-5). Przekładania... R. P. 1746, wyd. zobacz Ważniejsze dzieła poz. 2, t. 2, cz. 4 (s. 1–66); wyd. następne: Bajek Ezopowych ksiąg 5. Przydane są Gabriasza Greczyna Rytmy poczwórne, Warszawa 1777 (tekst łaciński i polski)
2. F. Petrarca: Wizerunek wiary, posłuszeństwa i miłości małżeńskiej w osobie Bryzeldy, Waltera margrabi Salucjana małżonki, tak zamężnym, jako i do związku małżeńskiej przyjaźni aspirującym damom na wzór i przykład wystawiony. Z łacińskiej... prozy na wiersz polski przełożony i do druku podany, Lwów 1751; wyd. następne: Wzór wiary..., zobacz Ważniejsze dzieła poz. 2, t. 1, cz. 2 (s. 165–194)
3. J. Libenus: Józef. Tragedia od Jakuba Libena... po łacinie napisana, od... po polsku wierszem (wyjąwszy chory) nie rytmowym wytłumaczona R. P. 1752, wyd. zobacz Ważniejsze dzieła poz. 2, t. 1, cz. 1 (s. 237–276)
4. J. de la Chapelle: Kleopatra. Tragedia przez... po francusku napisana 1683, przez... na wiersz polski przetłumaczona 1753, wyd. zobacz Ważniejsze dzieła poz. 2, t. 1, cz. 1 (s. 109–169)
5. Préchac: Kawaler polski w przyjaźni stateczny. Z francuskiej prozy... (Le Beau Polonois) rytmem ojczystym przełożony An. 1753, wyd. zobacz Ważniejsze dzieła poz. 2, t. 1, cz. 2 (s. 91–164)
6. N. Pradon: Trojanki. Tragedia z francuskiego tekstu... na wiersz polski przełożona przez J. E. M. 1754, wyd. zobacz Ważniejsze dzieła poz. 2, t. 1, cz. 1 (s. 47–108)
7. P. J. Crébillon: Radamist i Zenobia. Tragedia po francusku przez... napisana, przez... wierszem polskim przetłumaczona 1754, wyd. zobacz Ważniejsze dzieła poz. 2, t. 1, cz. 1 (s. 170–236)
8. T. C. Donatus: Życie Publiusza Wirgiliusza Marona, wyd. w P. M. Vergilius: Księgi wszystkie, Warszawa 1754 (tu także kilka drobnych przekładów Minasewicza z Vergiliusa), także wyd. osobno (Warszawa około roku 1754); bezpośrednim źródłem był przekład francuski R. i A. d’Agneaux z roku 1607
9. P. A. Metastasio: Bohatyr chiński. Melodramma na theatrum sali królewskiej w Warszawie... przez muzyków i wokalistów włoskich śpiewane R. P. 1754, dnia 7 miesiąca października. Tekst włoski na wiersz polski przełożył J. E. M., wyd. zobacz Ważniejsze dzieła poz. 2, t. 1, cz. 1 (s. 1–46); muzyka: J. A. Hasse
10. Lukian z Samostaty: Charon (dialogi); Aukcja sekt filozofskich (dialog); Rozmowa Dorydy i Galatei; Rozmowa Polyfema z Neptunem; Pochwała muchy, wyd. zobacz Ważniejsze dzieła poz. 2, t. 1, cz. 1 (s. 277–331)
11. M. Le Clerc: Virginia Rzymianka. Tragedia przez... wierszem francuskim ułożona 1645, przez... rytmem polskim przełożona 1755, wyd. zobacz Ważniejsze dzieła poz. 2, t. 1, cz. 2 (s. 195–248)
12. J. Barclay: Metamorphosis Apista... Z prozy łacińskiej na wiersz polski przeistoczona, wyd. zobacz Ważniejsze dzieła poz. 2, t. 1, cz. 2 (s. 249–260); wyd. następne: Apist, wiernek wiarołomny..., „Monitor” 1778, nr 64-65 i odb. Warszawa 1778; Warszawa (około roku 1790)
13. G. F. Le Jay: Wiersze wybrane ex Libro Carminum; Maria; Sielanka na Boże Narodzenie, wyd. zobacz Ważniejsze dzieła poz. 2, t. 1, cz. 2 (s. 268–303); t. 2, cz. 3 (s. 26–29); wyd. następne: Przypadki znakomite, częścią z historii Pisma Świętego, częścią z dziejów starożytnych greckich i rzymskich wzięte, wierszem łacińskim... określone, rytmem zaś polskim... przełożone. Przydane są na końcu Przypadki różne z Emanuela Thesaura wybrane, Warszawa 1779 (razem z poz. 15); kilka wierszy z Le Jaya ogł. także w „Monitorze” 1776, nr 1
14. T. A. Petronius: Z Satyryku; Farsalia, albo wojna domowa z annotacjami, wyd. zobacz Ważniejsze dzieła poz. 2, t. 1, cz. 2 (s. 303–324); wyd. następne: Farsalia, albo wiersz o wojnie domowej... Przydane są drobniejsze tegoż autora poezje i przypiski tłumacza na końcu, Warszawa 1772
15. E. Thesaurus: Dzieła heroiczne Ś. Franciszka Ksawiera; Józef Starozakonny; Piktur i skulptur rozmaite napisy; Różne ewenta z tegoż, wyd. zobacz Ważniejsze dzieła poz. 2, t. 2, cz. 3 (s. 30–38, 157-171); wyd. następne Warszawa 1779 (razem z poz. 13)
16. Anakreon: Ody niektóre, wyd. zobacz Ważniejsze dzieła poz. 2, t. 2, cz. 3 (s. 55–62)
17. F. Fénelon: Historia o Haly-begu, wyd. zobacz Ważniejsze dzieła poz. 2, t. 2, cz. 3 (s. 261–268); wyd. następne „Monitor” 1778, nr 71-72 i odb. Warszawa 1778 (pt. Haly-beg. Historia perska)
18. J. Owen: Ex libris epigrammatum (tekst łac. i pol.), wyd. zobacz Ważniejsze dzieła poz. 2, t. 2, cz. 3 (s. 172–226); drobne przedr. w „Monitorze”
19. A. Ines: Epigrammata (tekst łac. i pol.), wyd. zobacz Ważniejsze dzieła poz. 2, t. 2, cz. 3 (s. 227–243); drobne przedr. w „Monitorze”
20. J. Camerarius: Sposób zachowania zdrowiu służącej diety, w każdym miesiącu przez cały rok. Z łacińskich wierszy, wyd. zobacz Ważniejsze dzieła poz. 2, t. 2, cz. 3 (s. 250–253); przedr. „Monitor” 1778, nr 1-2
21. Q. F. Horatius: Ody, wyd. zobacz Ważniejsze dzieła poz. 3, t. 2, cz. 3; „Monitor” 1769, nr 25, 56, 62, 65, 71, 78, 85, 95, 104; 1770, nr 10, 20, 30, 40, 50, 60, 70; 1773, nr 37; „Zabawy Przyjemne i Pożyteczne” 1771, t. 4, cz. 1, s. 41–48, 89-96, 125-128; t. 4, cz. 2, s. 291–293, 379-382; 1773, t. 7, cz. 2, s. 301–304; Pieśni wszystkie Horacjusza przekładania różnych t. 1-2, Warszawa 1773
22. M. V. Martialis: Epigrammata, wyd. zobacz Ważniejsze dzieła poz. 2, t. 2, cz. 3 (s. 82–97); wyd. następne Warszawa 1776 (razem z poz. 29); drobne przedr. w „Monitorze”
23. D. M. Ausonius: Epigramaty; Nagrobki bohatyrów greckich i trojańskich; Edylie, wyd. zobacz Ważniejsze dzieła poz. 2, t. 2, cz. 3 (s. 97–110); wyd. następne: Epigrammata, nagrobki i edyllia wybrane, Warszawa 1765; przedmowę przedr. Z. Florczak, L. Pszczołowska w: Ludzie Oświecenia o języku i stylu t. 1, Warszawa 1958; drobne przedr. epigramatów w „Monitorze”
24. A. Poniński: Satyry i epigramaty (wybrane), wyd. zobacz Ważniejsze dzieła poz. 2, t. 2, cz. 3 (s. 111–156); stąd kilka wierszy przedr. „Monitor” 1779, nr 1; wiersz: Opisanie krwawej przygody... wyd. w osobnej odb. Warszawa 1779; nowy przekład satyry Ponińskiego ogł. Minasowicz w „Monitorze” 1778, nr 103
25. M. Gaudius: Przydatek bajek, wyd. zobacz Ważniejsze dzieła poz. 2, t. 2, cz. 4 (s. 67–69)
26. Aesopus: Zbiór różnych bajek Ezopa, wyd. zobacz Ważniejsze dzieła poz. 2, t. 2, cz. 4 (s. 70–98)
27. Gabriasz Greczyn: Tetrasticha (tekst łac. i pol.), wyd. zobacz Ważniejsze dzieła poz. 2, t. 2, cz. 4 (s. 104–121); wyd. następne Warszawa 1777 (razem z poz. 1)
28. L. A. Seneca, P. Syrius Mimographus: Singulares sententiae (tekst łac. i pol.), wyd. zobacz Ważniejsze dzieła poz. 2, t. 2, cz. 4 (s. 122–175)
29. M. V. Martialis: Księga widoków rzymskich Domicjana cesarza, Warszawa 1759 (tekst łaciński i polski); wyd. następne: Księga widoków rzymskich... tudzież Epigrammata z ksiąg... XII, Warszawa 1766 (z dedykacją dla A. K. Czartoryskiego)
30. List diabła do JMci pana Woltera. Z francuskiego, przekładania J. E. M. wierszem nierytmowym, Warszawa 1761
31. Nic francuskie na nic polskie przenicowane, albo pochwała niczego przypisana nikomu. Edycja trzecia mało jak nic przejrzana, cale nic poprawna i wielu nic powiększona, Warszawa 1761[11]; wyd. 2 Warszawa 1769[12] (razem z poz. 32)
32. Pochwała czegoś napisana komuś z przemową śpiewną. Z francuskiego, Warszawa 1762; wyd. następne Warszawa 1769 (razem z poc. 31)
33. Ks. Goussault: Wyobrażenie poczciwego człowieka... po francusku określone, przez J. E. M. ojczystym piórem wyrażone, Warszawa 1762; wyd. 2 Warszawa 1769 (tu na końcu dodatek: Uwagi i niektóre maksymy moralne... J. Oxensztyrna); fragmenty przedr. „Monitor” 1771, nr 78; 1782, nr 50-51
34. Sumariusz wiary i nauki powszechnej katolickiej, dla snadniejszego pojęcia na pytania rozłożony, z krótkim zebraniem zwyczajnych zarzutów i odpowiedzi na nich, niegdyś po łacinie napisanych... a teraz... światu polskiemu na pożytek duchowny ojczystym piórem przełożony, Warszawa 1762
35. Henryk Maksymilian, arcybiskup i elektor koloński: Krótki zbiór sporów o wierze dla nauki rozmowy z nowowiernikami albo z nowymi luterskiej i kalwińskiej szkoły sekretarzami(!). Niegdyś... po łacinie napisany i R. P. 1677 w Kolonii wydany, a teraz... po polsku przełożony, Warszawa 1762; wyd. 2 Warszawa 1772
36. J. P. Boudier de Villermet: Przyjaciel białychgłów. Z francuskiego, z przedmową i z różnymi wierszem i prozą na końcu przydatkami, Warszawa 1766
37. Satyra przeciw bożnikom, czyli bezbożnym deistom. Z francuskiego wierszem polskim nierytmowym przez J. E. M. K. K. J. K. M. S. z innymi przydatkami przełożona (Warszawa) 1766, wyd. 2 Warszawa 1786; wyd. 1 dodawano do „Monitora” i „Nowych Wiadomości Ekonomicznych i Uczonych” (t. 2, 1767, zeszyt 4)
38. Tigranes. Tragedia we 3 aktach, z włoskiego, wierszem polskim, Warszawa 1767; wyd. następne: wyd. 2 Warszawa 1773 (dedykowany I. Krasickiemu); Warszawa 1793
39. Ph. D. Chesterfield: Filozof indyjski, abo sposób uszczęśliwienia życia ludzkiego w społeczności. Zawarty w krótkiej liczbie nauk czystych obyczajowych, zebranych i złożonych przez jednego starożytnego bramina, z chińskiego języka na angielski, z angielskiego na francuski, a teraz świeżo z francuskiego na polski dla pożytku rodaków przełożony, Warszawa 1767; wyd. następne Warszawa 1769
40. C. Schonaeus (Schoone): Józef Starozakonny. Tragikomedia w 5 aktach, wierszem nierytmowym... z innymi drobniejszymi na końcu przydatkami z łacińskiego przełożona, Warszawa 1768
41. Q. F. Horatius: Satyry i listy (wybrane), „Monitor” 1769, nr 85, 95; 1773, nr 77, 90; 1774, nr 94; 1775, nr 24, 31, 35, 39, 45, 56, 68, 78, 94-95
42. J. T. Oxenstierna: Uwagi i niektóre maksymy moralne, wyd. zobacz poz. 33 wyd. 2; wydano przekł. całości: Uwagi i maksymy moralne... Z francuskiego na polski język przetłumaczone, „Zabawy Przyjemne i Pożyteczne” 1772, t. 5, cz. 1 i odb. Warszawa 1772; wyd. następne: Warszawa 1775; „Monitor” 1784, nr 91-103 (wybór)
43. A. M. Durini: Jaśnie Wielmożnej... Urszuli... Zamoyskiej... wianek ten z wierszów uwity... dla przysługi ofiaruje, 1770. Wiersz polski..., Warszawa 1770 (tekst łaciński i polski)
44. (J. T. Oxenstierna): Myśli (wybrane), „Monitor” 1770, nr 26, 29, 32, 36, 38-39, 41-43, 45-46, 48-49, 54-56, 58-59, 73, 75, 77-79, 82, 85-89, 91-95, 97-99, 101-104; 1771, nr 3, 7, 9, 12, 15, 19, 21, 26-27, 32, 34, 39, 55
45. J. B. L. Gresset: Wiek pasterski. Idyllium, „Zabawy Przyjemne i Pożyteczne” 1772, t. 5, cz. 2; wyd. następne zobacz Ważniejsze dzieła poz. 21 (s. 200–206)
46. Voltaire: O naukach wyzwolonych w Europie za czasów Ludwika XIV, „Zabawy Przyjemne i Pożyteczne” 1772, t. 5, cz. 2
47. F. Fénelon: Dowody jawne o jestności Boga. Przez... przywiedzione, a przez I. E. M. K. K. K. z francuskiego na polskie przełożone, „Zabawy Przyjemne i Pożyteczne” 1772, t. 6, cz. 1 i wyd. osobno Warszawa 1772 („...z innymi wespół przydatkami”, porównaj poz. 48)
48. L. Racine: Religia. Wiersz... poety francuskiego, „Zabawy Przyjemne i Pożyteczne” 1772, t. 6, cz. 1; także wyd. razem z poz. 47; wyd. następne zobacz Ważniejsze dzieła poz. 21 (s. 194–196)
49. S. Szymonowic: Joël prorok starozakonny. Do Klemensa VIII papieża. Z łacińskiego wierszem polskim nierytmowym przełożony, Warszawa 1772
50. (A. T. de Lambert): Listy Erasta do Lucyndy. Z francuskiego, „Monitor” 1773, nr 14-15 i odb. Warszawa 1773 (wyd. anonimowe)
51. G. F. Le Jay: Żądze ludzkie. Komedia w 1 akcie prozą, z łacińskiego, Warszawa 1773
52. C. Schonaeus: Tabasz, albo Tobiasz Stary. Tragikomedia w 5 aktach, z łacińskiego wierszem polskim nierytmowanym, Warszawa 1773
53. G. F. Le Jay: Zgoda między fortuną i cnotą przywrócona. Drama w 1 akcie prozą, Warszawa 1774
54. A. M. Durini: Carmina selecta... Wiersze wybrane. Przekładania..., Warszawa 1775 (dedykowane A. Zamoyskiemu)
55. Q. Sextius: Ksysta, czyli Seksta filozofa pitagorejskiego Zdania co przedniejsze, z przydatkiem innych, skądinąd wybranych, „Monitor” 1776, nr 19, 21-22, 24
56. (J. Gengel): Stopnie w przepaść ateizmu wiodące. Przez Eudoxa Prawowierskiego dla przestrogi i naprawy libertynów swobodne zdania z rozwiązłym życiem łączących odkryte, „Monitor” 1776, nr 38-42 i odb. Warszawa 1776 (źródło wskazała E. Aleksandrowska)
57. Osnowa polska myśli francuskich, częścią moralnych, częścią politycznych. Przydany jest na końcu Zbiór krótki powieści namiętnych, jako też dowcipnych, z francuskiego, „Monitor” 1776, nr 48-57 i odb. Warszawa 1776[13]
58. G. de Scudéry: Mowa Liwii cesarzowej do Mecenasa o poezji, „Monitor” 1776, nr 72-75 i odb. Warszawa 1776
59. F. Fénelon: (Powieści prozą i Rozmowy zmarłych. Wybór), „Monitor” 1777, nr 14, 19, 25, 44-45, 52, 57-59, 84-85, 89, 91-92, 95-96, 98, 101-102, 104 (autorstwo przekł. według E. Aleksandrowskiej)
60. E. Sixtus: De thermarum Sclanarum usu recto maloque, Warszawa 1780 (tłum. z polskiego, współtłumacz: W. Mitzler de Kolof)
61. M. Bobrykiewicz: Męka Chrystusowa ze wszystkimi jej okolicznościami... Z łacińskiego na polski przełożona, Warszawa 1780
62. Lekarstwo niebieskie przeciwko nagłej i niespodziewanej śmierci... Z łacińskiego Antidotum Coeleste... na polski przełożone, z przydatkiem niektórych rzeczy osobnych, Warszawa 1780
63. Pochwała dobrej a nagana złej niewiasty z ksiąg Pisma Ś. wybrana i z prozy na wiersz przełożona, wyd. zobacz Ważniejsze dzieła poz. 21 (s. 180–185); fragmenty przedr. „Monitor” 1781, nr 56
64. Wiersz łaciński z polskim wykładem na suppressją jezuitów pisany i wydany roku 1775, wyd. zobacz Ważniejsze dzieła poz. 21 (s. 186–193).

Drobne przekłady Minasowicza (m.in. ze „Spectatora”) ogłaszano ponadto w czasopismach i książkach (jak wyżej Ważniejsze dzieła); zobacz ponadto Ważniejsze dzieła poz. 2, 21.

### Prace edytorskie i redaktorskie
1. P. M. Vergilius: Księgi wszystkie, to jest ksiąg dwanaście, Warszawa 1754 (współpraca z J. A. Załuskim)
2. „Zebranie Rytmów przez Wierszopisów Żyjących lub Naszego Wieku Zeszłych Pisanych” t. 4-5, Warszawa 1755–1756 (porównaj: Ważniejsze dzieła poz. 2; współpracował prawdopodobnie z Załuskim również przy t. 1-3)
3. J. A. Załuski: Obraz nędzy ludzkiej. Tragikomedia w 5 aktach, Warszawa 1768 (na końcu wiersz Minasowicza: Obraz ten nędzy ludzkiej...)
4. „Monitor”, Warszawa 1769-lato 1773, 1778-lato 1781; redakcja (współpraca także w latach: 1765–1768, 1774–1777)
5. T. Krusiński: Pragmatographia de legitimo usu ambrozji tureckiej, to jest opisanie sposobu należytego zażywania kawy tureckiej... Rzecz wybrana z rękopisma... S. J. misjonarza perskiego i do druku podana, Warszawa 1769
6. Q. F. Horatius: De arte poetica liber ad Pisones, tj. Q. Horacjusza Flakka O Sztuce rymotwórskiej księga do Pizonów. Przekładania O. Korytyńskiego, dzieło pogrobkowe, czyli pozostałe, Warszawa 1770
7. Sielanki polskie z różnych autorów zebrane, Warszawa 1770; wyd. następne: Warszawa-Lipsk 1778 (dedykacja dla A. K. Czartoryskiego podpisana przez A. Naruszewicza, z przedmowy wynika jednak, iż wydaniem zajmował się głównie Minasowicz)
8. A. Persius: Aulus Persius Flaccus – dowcipny wierszopis rzymski. Z łacińskiego na wiersz polski przez Marcina Słonkowicza... przełożony w Krakowie... 1651... a teraz staniem J. E. M. powtórnie do druku dla rzadkości pierwszych egzemplarzy podany, Warszawa 1771
9. Sententiae selectae rytmicae, sive carmine Leonino contextae..., Warszawa 1771
10. C. Claudianus: O porwaniu Prozerpiny... Ksiąg 3. Przekładania Andrzeja Wincentego z Uniechowa Ustrzyckiego. Edycja... trzecia: przydatkiem nowych dzieł rymotworskich tegoż autora, od innych przełożonych powiększona, Warszawa 1772
11. Pieśni wszystkie Horacjusza przekładania różnych t. 1-2, Warszawa 1773-(1775); współpraca z: A. Naruszewiczem
12. J. A. Załuski: Przypadki niektóre ... które mu się w niewoli moskiewskiej połszostoletniej trafiły r. 1767-1773 wierszem od niego podróż w Regnowie opisane, brak miejsca wydania 1773
13. O przyjeździe królowej Bony do Polski, Lipsk 1774; wyd. następne Lipsk 1790
14. J. A. Załuski: Polska w obszernych wiadomościach swoich skrócona, z podziałem na 3 części... Rzecz... ułożona R. P. 1768... przez J. E. Minasowicza przejrzana, poprawiona, w niektórych miejscach dopełniona i drukiem na widok podana... w Warszawie 1774, niewydane, rękopis: Biblioteka Narodowa, nr akc. 5317; odpisy w: Bibliotece Jagiellońskiej, sygn. 210, 5655; Ossolineum (Zbiór Pawlikowskich, sygn. 163); cz. 2 rękopisu wyd. J. Muczkowski pt. Biblioteka historyków, prawników i polityków i innych autorów polskich lub o Polsce piszących, Kraków 1838 (przeróbki i odpisy tej części m.in. pt. Historia literatury polskiej, wierszem nierymowanym napisana..., a przez J. E. Minasowicza przypiskami pomnożona, w Bibliotece Czartoryskich: sygn. 1861; Ossolineum, sygn. 600/I, 12642/II; Biblioteka Nauk USSR we Lwowie, sygn. 813/I)
15. S. Muratowicz: Relacja... obywatela warszawskiego, od Zygmunta III, króla polskiego, dla sprawowania rzeczy wysłanego do Persji w r. 1602. Rzecz ze starego rękopisma wybrana i teraz dopiero do druku podana, Warszawa 1777
16. M. Jaśkiewicz: Skarb w ziemi ukryty, nieśmiertelna w śmiertelnym ciele dusza, albo szacunek duszy ludzkiej. Przez... opisany wierszem ojczystym. R. P. 1775. Dzieło pogrobkowe, staraniem J. E. M. K. K. K. z rękopisma autora wydane, Warszawa 1779.

Kilka drobniejszych pism ze spuścizny literackiej Załuskiego ogł. w „Monitorze”, wydał tam ponadto szereg tekstów z literatury staropolskiej (porównaj E. Aleksandrowska: Wiersze siedemnastowieczne i saskie w „Monitorze”).

### Listy
1. Korespondencja z J. A. Załuskim z lat: 1752–1756, 1758–1763, 1767, 1773; rękopisy: Biblioteka Narodowa, sygn. 3252–3256, 3258–3263, 3267–3268
2. Prośba do Stanisława Augusta (z roku 1777), ogł. K. W. Wójcicki: Archiwum domowe, Warszawa 1856, s. 91–93; rękopis: Biblioteka Uniwersytetu Warszawskiego, sygn. 132 59).